# Бегла стрелба
Бегла стрелба (Бегъл огън) – метод за увеличаване на плътността на артилерийската стрелба в състава на подразделението (батарея, дивизион и т.н.), когато всяко оръдие води огон не по команда (както при стрелба със залпове), а незабавно по готовност. В съвременните артилерийски ръководства беглия огън се препоръчва за използване при огневите налети, а също и при подавление на високомобилни и добре защитени цели на бойното поле (например – танкове).
Като правило, беглия огън започва със залп от всички огневи средства и с максимално темпо продължава до изразходването на указаното количество боеприпаси.

## Интересни факти
- Във времената на Първата световна война беглата стрелба се препоръчва за употреба при използването на артилерийски химически боеприпаси[4].